# Xã Geneva, Quận Van Buren, Michigan
Xã Geneva (tiếng Anh: Geneva Township) là một xã thuộc quận Van Buren, tiểu bang Michigan, Hoa Kỳ. Năm 2010, dân số của xã này là 3.573 người.